# Elijah Mudenda
Elijah Haatuakali Kaiba Mudenda (ur. 6 czerwca 1927, zm. 2 listopada 2008) – zambijski polityk, premier Zambii w latach 1975–1977.
Urodził się w wiosce Macha, niedaleko miasta Choma w Prowincji Południowej. Studiował m.in. na uniwersytecie Makerere w Ugandzie, uniwersytecie Fort Hare w Republice Południowej Afryki, gdzie otrzymał tytuł naukowy magistra oraz na uniwersytecie w Cambridge, gdzie otrzymał tytuł naukowy bakałarza rolnictwa. W 1964 r. został ministrem rolnictwa, później sprawował też urząd ministra finansów i ministra spraw zagranicznych. 27 maja 1975 został mianowany premierem rządu, urząd ten piastował do 20 lipca 1977. Zmarł 2 listopada 2008 w Lusace.